# Piteåbygden
Piteåbygden var en dagstidning utgiven i Piteå från  2 februari 1920 till 27 december 1920.

## Redaktion
Redaktionsort var Piteå. Tidningen var vänstersocialistisk. Tidningen kom ut en gång i veckan på torsdagar till 8 april 1920, sedan 2 gånger i veckan måndag och lördag till 27 december 1920 då den upphörde. Provnummer kom ut  20 mars 1920.
| Period                 | Ansvarig utgivare       | Titel        | Period                 | Redaktör         |
| 1920-02-02--1920-12-27 | Bergstedt, Johan Magnus | mästerlotsen | 1920-03-20--1920-03-20 | Ingen uppgift    |
|                        |                         |              | 1920-04-01--1920-04-15 | Skarin, Vilhelm  |
|                        |                         |              | 1920-04-12--1920-12-27 | Skarin, Frans V. |

## Tryckning
Förlag för tidningen var Tryckeriaktiebolaget Piteåbygden i Piteå. Tryckeri för tidningen var Tryckeriaktiebolaget Norrskenet Luleå hela utgivningstiden. Tidningen trycktes bara i svart  med antikvatypsnitt på en satsyta 50 x 36 cm. Den hade 8 sidor och kostade 6 kronor.